# 尼克森 (堪薩斯州)
尼克森（英語：Nickerson）是一個位於美國堪薩斯州里諾縣的城市。

## 地方資料
根據2020年美國人口普查的數據，尼克森的面積為3.35平方千米，當中陸地面積為3.35平方千米，而水域面積為0.00平方千米。當地共有人口1058人，而人口密度為每平方千米315.82人。